# مدرسة عظيم أزادي للفنون في باكو
المدرسة العليا للفنون في أذربيجان إسمه عزيم عزيمزاده (بالأذرية: Əzim Əzimzadə adına Azərbaycan Dövlət Rəssamlıq Məktəbi) - هي مدرسة الثانوية للفنون في مدينة باكو، وهي أول مدرسة للفنون.

## تاريخ المدرسة
تأسست المدرسة بمبادرة من الفنان عزيم عزيمزاده في 1920. سميت المدرسة اولا الورشة الفني العليا ولاحقا هي مدرسة الثانوية للفنون في مدينة باكو، وهي أول مدرسة للفنون.
عمل المدرسة تحت الاسم المدرسة الحكومية للفنون منذ 1937 وفي 1943 سميت باسم عزيم عزيمزاده.
وعندما أنشئت أكاديمية أذربيجان الحكومية للفنون في 13 يونيو عام 2000، أعيدت تسمية المدرسة لتصبح كلية الفنون التابعة لأكاديمية.